# Alaskakoolvis
De alaskakoolvis (Gadus chalcogrammus, voorheen Theragra chalcogramma) ook wel alaskapollak genoemd (vaak onterecht geschreven met twee hoofdletters en een spatie ertussen) is een straalvinnige vis uit de familie van kabeljauwen (Gadidae) in orde van kabeljauwachtigen (Gadiformes). De vis is bij minimaal 37 cm geslachtsrijp en kan maximaal 91 cm lang en 6 kg zwaar worden. De hoogst geregistreerde leeftijd is 15 jaar.

## Leefomgeving
De alaskakoolvis komt in zeewater en brak water voor. De vissen prefereren een arctisch klimaat en leven in het noorden van de Grote Oceaan, van de kust van Californië tot aan Alaska en via de Beringstraat tot aan de Japanse Zee.
De alaskakoolvis leeft van Arctische krill (Euphausia pacifica), andere kreeftachtigen en ook vis. Alaskakoolvis foerageert zowel op de zeebodem als in hogere waterlagen en migreert dagelijks in verticale richting en heeft daarom een diepteverspreiding tussen de 0 en 1300 meter onder het wateroppervlak.

## Relatie tot de mens
De alaskakoolvis is voor de beroepsvisserij van groot belang. De vis wordt op grote schaal verwerkt tot surimi of verkocht in diepgevroren blokken. Sinds 2013 gebruikt McDonald's alleen nog maar alaskakoolvis voor zijn Filet-O-Fish.Volgens de publieke database van het MSC-keurmerk voldoen onder andere de Alaskakoolvis die rond Alaska en de Aleoeten en in de Zee van Ochotsk aan hun eisen voor duurzame visserij. De alaskakoolvis dient niet verward te worden met de pollak (of witte koolvis, Pollachius pollachius) of de (zwarte) koolvis (Pollachius virens).
De soort kan worden bezichtigd in sommige openbare aquaria. 